# Buket Lueng Bata
Buket Lueng Bata is een bestuurslaag in het regentschap Aceh Utara van de provincie Atjeh, Indonesië. Buket Lueng Bata telt 274 inwoners (volkstelling 2010).